# الشيخ عبيد الله
الشيخ عُبَيْدُ الله (من مواليد 663 م) كان وليًا عربيًا مسلما من المدينة المنورة. ويعتقد أنه من أقارب أبي بكر الصديق الذي تعلم منه عبيد الله الإسلام في بيئة خالية من الرغبة والجشع المادي لتطوير معتقداته الأخلاقية والروحية.

## النشأة
اسم عُبيد تصغير لعبد. لا يُعرف شيء عن بداية حياة عبيد الله سوى نسبه الذي يعود إلى الخليفة أبو بكر الصديق، الخليفة الراشد الأول، الذي يعتقد أن له قرابة وثيقة به.

## المهنة
ومن حيث المهنة، يُعتقد أن عبيد الله كان تاجرًا قبل أن يتولى المهمة المقدسة لنشر الإسلام.
تقول التقاليد أن الولي عبيد الله، كان يصلي في المسجد النبوي الشريف بالمدينة المنورة، فنام ورأى في المنام محمد وأمره النبي أن يذهب إلى بلاد بعيدة من شرق جدة ليبشر الناس بالإسلام.
وفسر الرؤية على أنها رؤية إلهية من الله لخلاصه وأهل تلك البلاد البعيدة، فتوجه إلى جدة حيث سافر من هناك عبر المحيط لإنجاز مهمته.

## الدعوة إلى الإسلام في لكشديب الهند
وفي رحلته انقلبت سفينته في عاصفة واضطر إلى مواصلة رحلته بالانجراف على لوح خشبي حتى وصل أميني عام 41 هـ (663 م). بدأ عمله الوعظي من أميني وتمكن من تحويل عائلة بودامبيلي على الرغم من التحديات اللغوية الأولية. وبعد أن واجه معارضة هناك، ترك أميني مع بعض زملائه المسلمين الجدد وانتقل إلى أندروت حيث أعتنق عدد كبير الاسلام هناك. ثم ذهب إلى كافاراتي وأغاتي، ومارس الدعوة هناك ثم عاد إلى أميني. هذه المرة، على عكس وصوله الأول إلى أميني، رُحب به وتمكن من خلال وعظه من التأثير بنجاح وتحويل جميع السكان تقريبًا إلى الإسلام. في المرحلة الأخيرة من حياته، سافر إلى أندروت حيث عاش بقية حياته في الوعظ والتعليم. لم يعد عبيد الله أبدًا إلى موطنه الأصلي الحجاز وكرس حياته للدعوة. قام الشيخ عبيد الله بتقديم الإسلام في جزر لكشديب (في الهند حاليًا) من خلال إلقاء الخطب أمام سكان الجزيرة.

## الوفاة والإرث
ويبدو أن القديس مات في جزيرة أندروت ودُفن في مسجد الجمعة.
ويقال إن مسجد الجمعة، أحد أفضل مناطق الجذب في لكشديب، قد تم بناؤه خلال فترة حياته.
ويعتقد أن 97% من سكان لكشديب المسلمون في الوقت الحاضر هم نتيجة لدعواته.